# Alfred John Keene

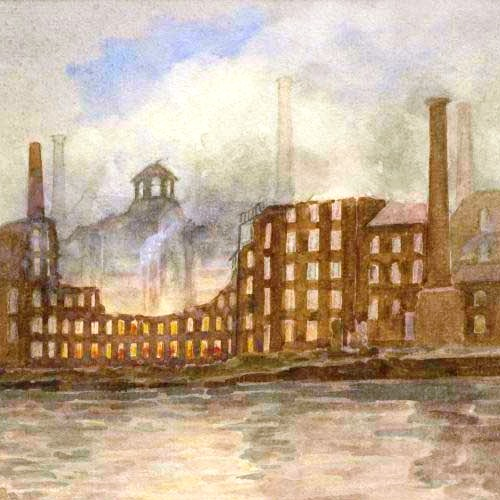
Alfred John Keene: Incendi al molí de seda de Derby, 1910

Alfred John Keene (1864-1930) va ser un artista d'aquarel·la anglès que va treballar a Derby.

## Biografia
Keene va ser el quart fill del fotògraf Richard Keene que va publicar el Derby Telegraph i germà del pintor d'aquarel·la William Caxton Keene i fotògraf Charles Barrow Keene. Conegut com a "Jack", Keene es va formar a la Derby Central School of Art del 1878 i 1895.
Keene va administrar l'empresa familiar juntament amb el seu germà Charles després de la mort del seu pare. Alfred John Keene va ser membre fundador, el 1887, del Derby Sketching Club. Les pintures de Keene van ser col·leccionades per Alfred E. Goodey que en va adquirir 77. Goodey va donar la seva col·lecció de pintures al Museu Derby el 1936.